# Miklóssi Szabó István

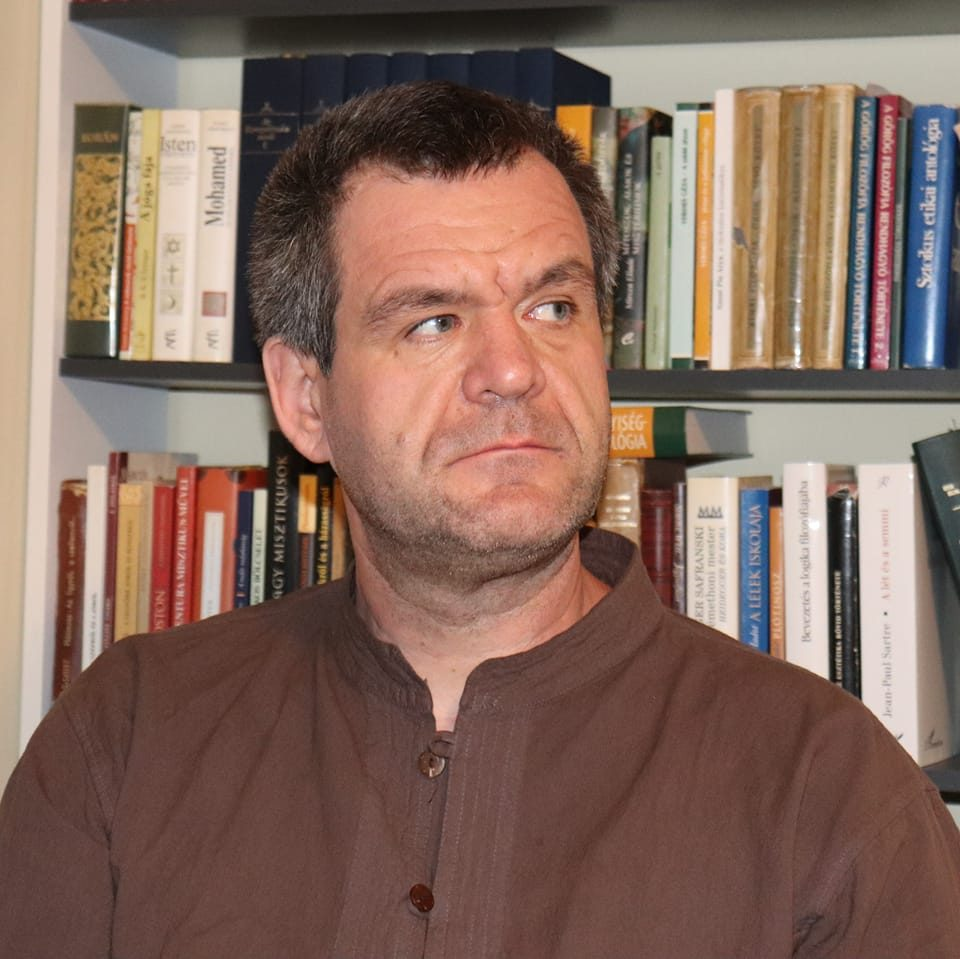

Miklóssi Szabó István (Sepsiszentgyörgy, 1977. december 23. –) erdélyi magyar író, szerkesztő.

## Tanulmányai
1992–1996 között a Mikes Kelemen Líceum tanulója volt. 
1998-tól a nagyváradi Ady Endre Sajtókollégium, 2005-től a kolozsvári Babeș–Bolyai Tudományegyetem Történelem és Filozófia Karán a filozófia szak hallgatója volt (abbahagyta).

## Szakmai pálya
1998–2000 között a Háromszéki Figyelő lap kulturális szerkesztője, 2001–2002-ben a sepsiszentgyörgyi Impuls Rádió szerkesztője volt.
2007-től magánvállalkozó.
A Romániai Írószövetség, a Magyar Írószövetség, a Szépírók Társasága, a Magyar PEN Club tagja.
Felesége Kopriva Nikolett költő.

## Publikációk
1997 áprilisában versekkel jelentkezett a Kovászna megyei Háromszék napilap hasábjain, Bogdán László mutatta be. Ezt követő publikációk (versek, tárcák, novellák, interjúk, esszék, riportok, recenziók, kritikák): Romániai Magyar Szó, Szabadság napilap, Látó, Helikon, Irodalmi Jelen, Tiszatáj, Székelyföld, Várad, Echinox, Szőröskő, Zetna, Eirodalom, Erdélyi Riport, Előretolt Helyőrség, Híd, Országút stb.

## Kötetek
- 2013 – Purgatórium. Novellák, elbeszélések. Szerkesztette Simon Judit. Riport Kiadó, Nagyvárad, Napos Oldal sorozat.
- 2019 – Testfüggőség. Novellák, elbeszélések. Szerkesztette Vida Gábor. Mentor Könyvek Kiadó, Marosvásárhely.
- 2021 – Gyémántmozaik. Novellák, elbeszélések. Szerkesztette Vida Gábor. Mentor Könyvek Kiadó, Marosvásárhely.
- 2023 – Holdanya unokája. Regény. Szerkesztette Kopriva Nikolett. Mentor Könyvek Kiadó, Marosvásárhely.[3]
- 2024 – Apja fia. Kisregény. A szöveget gondozta Kopriva Nikolett. Mentor Könyvek Kiadó, Marosvásárhely.

#### Antológiák
- 2018 – Az év novellái 2018, antológia, a Magyar Napló kiadása, Budapest.
- 2020 – Erdélyi Szép Szó, kortárs szépirodalmi antológia, Pro Print Kiadó.
- 2022 – Az Országút Antológiája ’20-’21, a Magyar Szemle Alapítvány kiadása.
- 2024 – Erdélyi Szép Szó, kortárs szépirodalmi antológia, Pro Print Kiadó.